# Estação Emílio Ribas
A Estação Emílio Ribas é a estação terminal da Estrada de Ferro Campos do Jordão (EFCJ). Foi inaugurada em 1984, substituindo o antigo prédio de mesmo nome, localizado alguns metros adiante na linha.
Localiza-se no município de Campos do Jordão.

## História
A estação foi inaugurada em 1984 com o nome de Capivari, sendo uma construção em arquitetura alpina, para substituir o antigo prédio de 1924, localizado alguns metros a frente na ferrovia. Seu nome foi posteriormente alterado para Emílio Ribas, em homenagem a um dos médicos idealizadores da estrada de ferro, o antigo prédio tendo seu nome alterado simplesmente para "Centro de Memória Ferroviária de Campos do Jordão", servindo como museu.

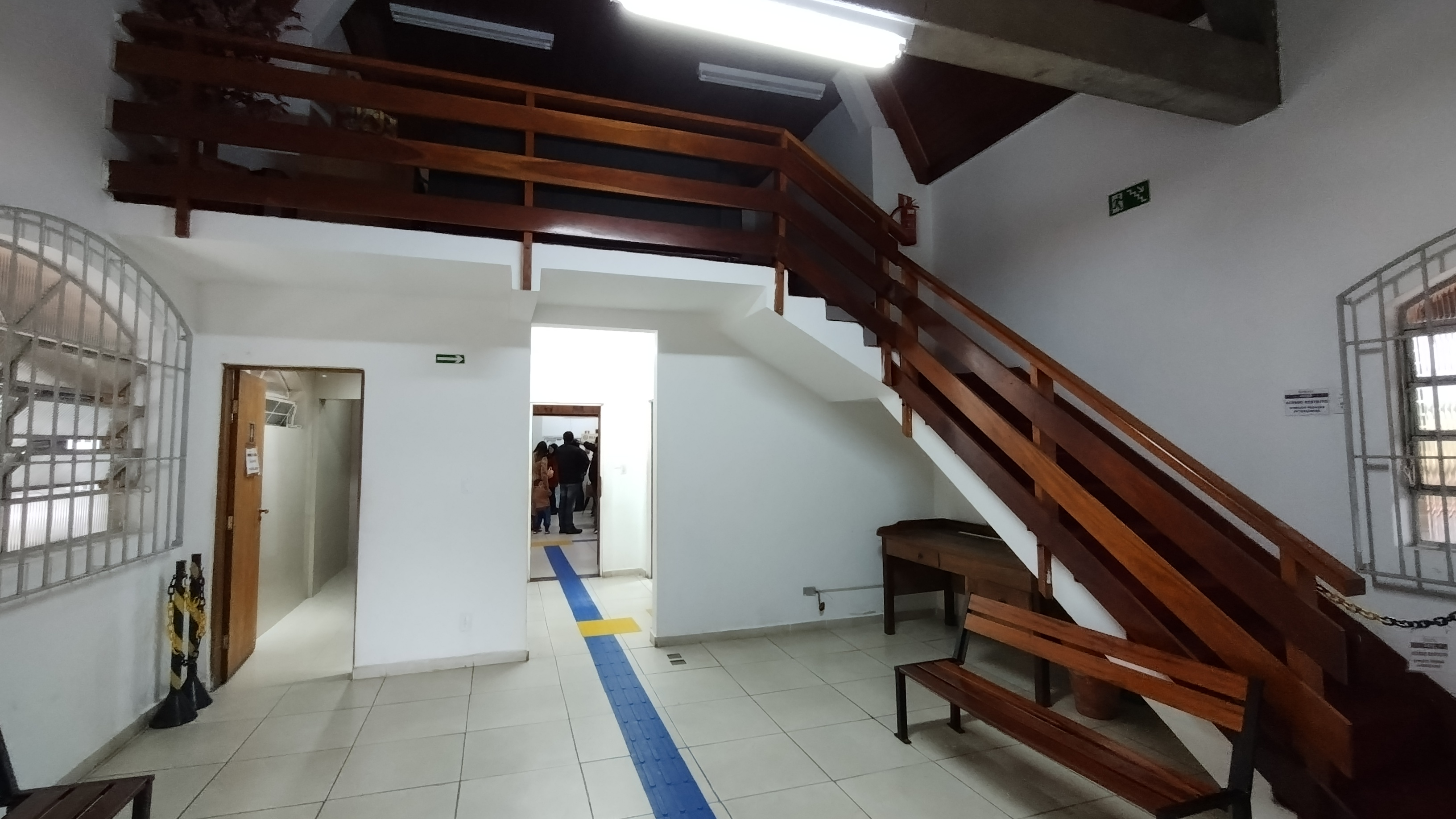
Sala de espera da estação.

Em 2021, atende somente aos bondes turísticos da companhia, após a suspensão, em 2019, do trem da serra, que ia de Pindamonhangaba-Turística a Emílio Ribas, sem paradas intermediárias. É a estação com maior número e variedade de partidas da empresa, sendo, assim, a mais movimentada.